# Spencer Kimball
Spencer Kimball es un programador conocido por su trabajo en la primera versión del programa de creación y manipulación gráfica GIMP.

## Su trabajo en GIMP
En 1995, siendo estudiantes de la Universidad de Berkeley (California), Kimball y su compañero de estudios Peter Mattis desarrollaron la primera versión de GIMP como proyecto de clase. Los dos eran miembros del Club de Estudiantes de Berkeley llamado eXperimental Computer Facility (XCF).
Sobre la creación de GIMP Kimball dijo en 1999:

Desde la primera línea de código hasta la última, GIMP fue siempre la forma de pagar mi "cuota" al movimiento de software libre. Después de usar emacs, gcc, Linux, etc. realmente sentía que tenía una deuda con la comunidad que, en alto grado, había modelado mi desarrollo en computación.
Spencer Kimball

## Trayectoria posterior
Se graduó con un B.A. en informática en 1996 y permaneció un año más en el programa de Másteres con Eric Brewer. Luego dejó la universidad para trabajar y finalizó también su participación en la comunidad de desarrollo de GIMP. En 1998 cofundó WeGo, una empresa proveedora de herramientas para construir comunidades web, de la que fue responsable de arquitectura. Con Gene Kan, quien había conocido como miembro del XCF, trabajó más tarde en el programa cliente de compartición de ficheros gnubile de código abierto para la red Gnutella en sistemas Unix/Linux. En 2000 creó la versión para web de GIMP, llamada OnlinePhotoLab.com, que tuvo una corta vida. Su tecnología fue posteriormente incluida en las herramientas de manipulación de imágenes en línea de Ofoto. 
En 2002 empezó a trabajar para Google en Mountain View y luego cambió a las oficinas de la compañía en Nueva York en 2004. Trabajó junto a Peter Mattis en el desarrollo del Google Servlet Engine. Actualmente trabaja para Square, Inc..

## Antepasados
El nombre "Spencer" le viene de su bisabuelo, Spencer W. Kimball quien fue el duodécimo presidente de la La Iglesia de Jesucristo de los Santos de los Últimos Días.[cita requerida]